# Oriêncio
Oriêncio (em latim: Orientius) foi um poeta latino cristão do século V.

## Vida e obras
Oriêncio escreveu o poema elegíaco "Commonitorium", com 1036 versos divididos em dois volumes, descrevendo o caminho para o céu, com conselhos sobre os obstáculos no caminho. Ele era um gaulês (II, 184) que se converteu depois de um vida de pecados (I, 405 e seguintes). Tornou-se evidentemente um pastor experiente e escreveu numa época que seu país estava sendo devastado pelas invasões bárbaras.
Tudo isto ajuda a identificá-lo com Oriêncio, bispo de Augusta dos Auscíoros (moderna Auch), que, já muito idoso, foi enviado por Teodorico I, rei dos visigodos, como embaixador aos generais romanos Flávio Aécio e Litório em 439.
"Commonitorium" cita poetas romanos clássicos–Virgílio, Ovídio, Catulo– e foi talvez influenciado por Prudêncio. Existe apenas um manuscrito (Codex Ashburnham, século X), no qual é seguido de alguns poemas curtos anônimos e duas orações em verso atribuídas a Oriêncio.
A primeira edição completa foi publicada por Martène, Veterum Scriptorum Monumenta, I (Ruão, 1700), depois por Andrea Gallandi, "Bibliotheca veterum Patrum", X (Veneza, 1774), 185-96, versão que foi republicada por Migne em sua Patrologia Latina (lxi.977-1006). Existe ainda uma outra edição por Ellis no "Corpus Scriptorum Ecclesiasticorum Latinorum XVI (Viena, 1888): "Poetæ Christiani minores", I, 191-261.

## Atribuição
- "Orientius" na edição de 1913 da Enciclopédia Católica (em inglês).  Em domínio público.